# NGC 11
NGC 11 este o galaxie spirală din constelația Andromeda. A fost descoperită de Édouard Stephan în 24 octombrie 1881.